# Craterocephalus stramineus
Craterocephalus stramineus is een straalvinnige vissensoort uit de familie van de koornaarvissen (Atherinidae). De wetenschappelijke naam van de soort is voor het eerst geldig gepubliceerd in 1950 door Whitley.